# Tour de Flandes 1943
El Tour de Flandes 1943 és la 27a edició del Tour de Flandes. La cursa es disputà el 19 d'abril de 1943, amb inici i final a Gant després d'un recorregut de 215 quilòmetres.
El vencedor final fou el belga Achiel Buysse, que s'imposà a l'esprint als seus dos companys d'escapada en l'arribada a Gant. Els també belgues Albert Sercu i Camille Beeckman acabaren segon i tercer respectivament.
Aquesta fou la tercera i darrera victòria de Buysse en aquesta clàssica, després de les aconseguides el 1940 i 1941, sent el primer ciclista a aconseguir aquesta fita.

## Classificació final
|    | Ciclista                 | Equip              | Temps      |
| -- | ------------------------ | ------------------ | ---------- |
| 1  | Achiel Buysse (BEL)      | Dilecta-Wolber     | 6h 07' 58" |
| 2  | Albert Sercu (BEL)       | Dilecta-Wolber     | m. t.      |
| 3  | Camille Beeckman (BEL)   |                    | m. t.      |
| 4  | Sylvain Grysolle (BEL)   | Dilecta-Wolber     | + 25"      |
| 5  | Marcel Kint (BEL)        | Mercier-Hutchinson | + 1' 20"   |
| 6  | Albert Beirnaert (BEL)   |                    | + 1' 20"   |
| 7  | Jef Moerenhout (BEL)     | Dilecta-Wolber     | + 1' 20"   |
| 8  | Dolf Vandenbossche (BEL) |                    | + 1' 20"   |
| 9  | Jan van Steen (BEL)      |                    | + 1' 20"   |
| 10 | Eugene Kiewit (BEL)      |                    | + 1' 20"   |